# Jerry Garcia
Jerome John Garcia (1 d'agost de 1942 – 9 d'agost de 1995) fou un músic estatunidenc conegut sobretot per ser el compositor principal, guitarra solista i vocalista del grup de rock Grateful Dead, del qual n'era cofundador i que es va donar a conèixer durant la contracultura de la dècada de 1960. Encara que rebutjava aquest rol, molta gent considerava Garcia el líder del grup. Va entrar al Rock and Roll Hall of Fame el 1994 com a membre dels Grateful Dead.
Com a fundador, Garcia va actuar amb els Grateful Dead durant tota la carrera de 30 anys del grup (1965–1995). Garcia també va fundar i participar en una colla de projectes paral·lels, com la Saunders–Garcia Band (amb el seu vell amic Merl Saunders), la Jerry Garcia Band, Old & In the Way, i els duos acústics Garcia/Grisman i Garcia/Kahn, Legion of Mary, i New Riders of the Purple Sage (que havia fundat juntament amb John Dawson i David Nelson). També va publicar alguns àlbums en solitari i va contribuir en diferents àlbums d'altres artistes com a músic de sessió. Era conegut pel seu estil personal tocant la guitarra i va quedar classificat en 13ena posició a la llista que va fer Rolling Stone dels 100 guitarristes més grans de tots els temps el 2003. En la llista de 2011 va queda en la posició 46.
Garcia era reconegut per la seva destresa musical i tècnica, sobretot per la seva capacitat de tocar diferents instruments i mantenir improvisacions llargues. Garcia creia que la improvisació li reduïa l'stress en el moment de tocar i li permetia de prendre decisions al moment que no hauria fet de manera intencionada. En una entrevista amb Rolling Stone l'any 1993, Garcia explicava que "les meves preferències són a favor de la improvisació, inventant-m'ho mentre vaig fent. L'idea de seleccionar, d'eliminar possibilitats i decidir, això se'm fa difícil". Aquestes improvisacions, que provenien de l'època dels "acid tests", eren una forma d'exploració més aviat que tocar una cançó que ja estava escrita.
Cap al final de la seva vida, Garcia va lluitar contra la diabetis. El 1986, va entrar en un coma diabètic que gairebé el va matar. Encara que el seu estat de salut va millorar d'alguna manera després de l'incident, va continuar tenint problemes amb l'obesitat, el tabaquisme i les addiccions a l'heroïna i la cocaïna. Estava en una clínica de desintoxicació de Califòrnia quan va morir d'un atac de cor el 9 d'agost de 1995 als 53 anys.